# Again (Ayumi Hamasaki)
Again è il quarto mini-album della cantante giapponese Ayumi Hamasaki, pubblicato l'8 dicembre 2012 dalla Avex Trax nei formati CD e CD+DVD. L'album è la seconda pubblicazione per festeggiare i quindici anni di carriera della cantante.
La traccia Wake Me Up è stata utilizzata nello spot per la Kojun Sports (皇潤 sports).

## Tracce
CD
1. Wake Me Up - 4:01 (Ayumi Hamasaki, Hiten Bharadia, Philippe-Marc Anquetil, Bardue Haberg, tasuku)
2. Sweet Scar - 4:10 (Ayumi Hamasaki, DAI, Yuta Nakano)
3. Snowy Kiss - 6:02 (Ayumi Hamasaki, Tetsuya Komuro, tasuku)
4. Ivy - 4:36 (Ayumi Hamasaki, Tetsuya Komuro, Yuta Nakano)
5. Missing (Orchestra Version) - 5:12
6. Melody (Acoustic Piano Version) - 5:16
7. Wake Me Up (Remo-con Remix) - 4:52
8. Snowy Kiss (Shohei Matsumoto Remix) - 6:58
9. Wake Me Up (Instrumental) - 4:00
10. Sweet Scar (Instrumental) - 4:10
11. Snowy Kiss (Instrumental) - 6:02
12. Ivy (Instrumental) - 4:36

DVD
1. Wake Me Up (Videoclip)
2. Snowy Kiss (Videoclip)
3. Sweet Scar (Videoclip)

## Classifiche
| Classifica                      | Posizione raggiunta |
| ------------------------------- | ------------------- |
| Giappone (Billboard Hot 100)    | 7                   |
| Giappone (Oricon Daily Chart)   | 2                   |
| Giappone (Oricon Weekly Chart)  | 7                   |
| Giappone (Oricon Monthly Chart) | 16                  |
| Taiwan (G-Music J-Pop Chart)    | 2                   |

## Date di Pubblicazione
| Nazione   | Data             | Formato    | Etichetta   |
| --------- | ---------------- | ---------- | ----------- |
| Giappone  | 8 dicembre 2012  | CD, CD+DVD | Avex Trax   |
| Taiwan    | 8 dicembre 2012  | CD, CD+DVD | Avex Taiwan |
| Hong Kong | 19 dicembre 2012 | CD+DVD     | Avex Asia   |